# Millepora dichotoma

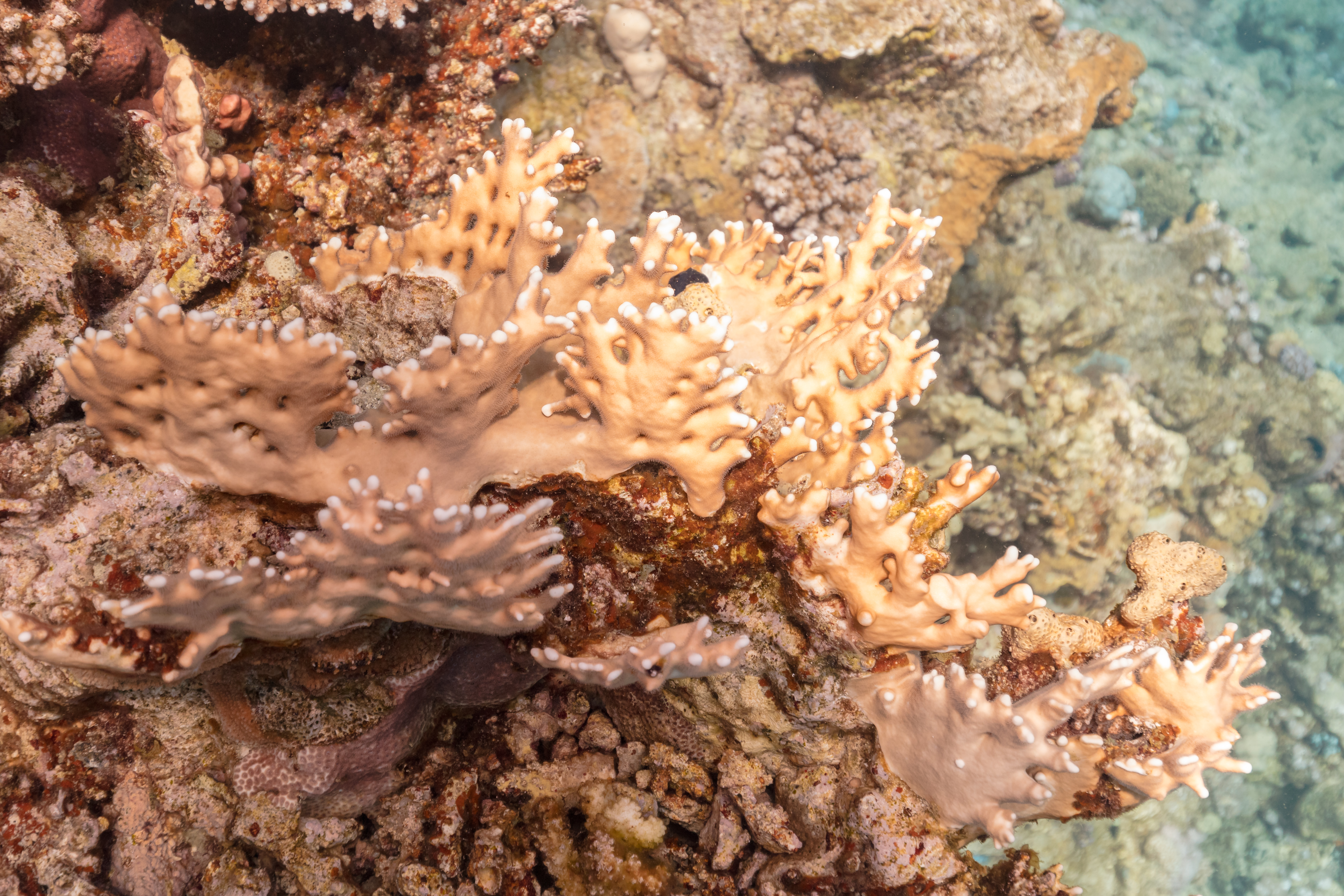
M. dichotoma en el mar Rojo, Egipto.

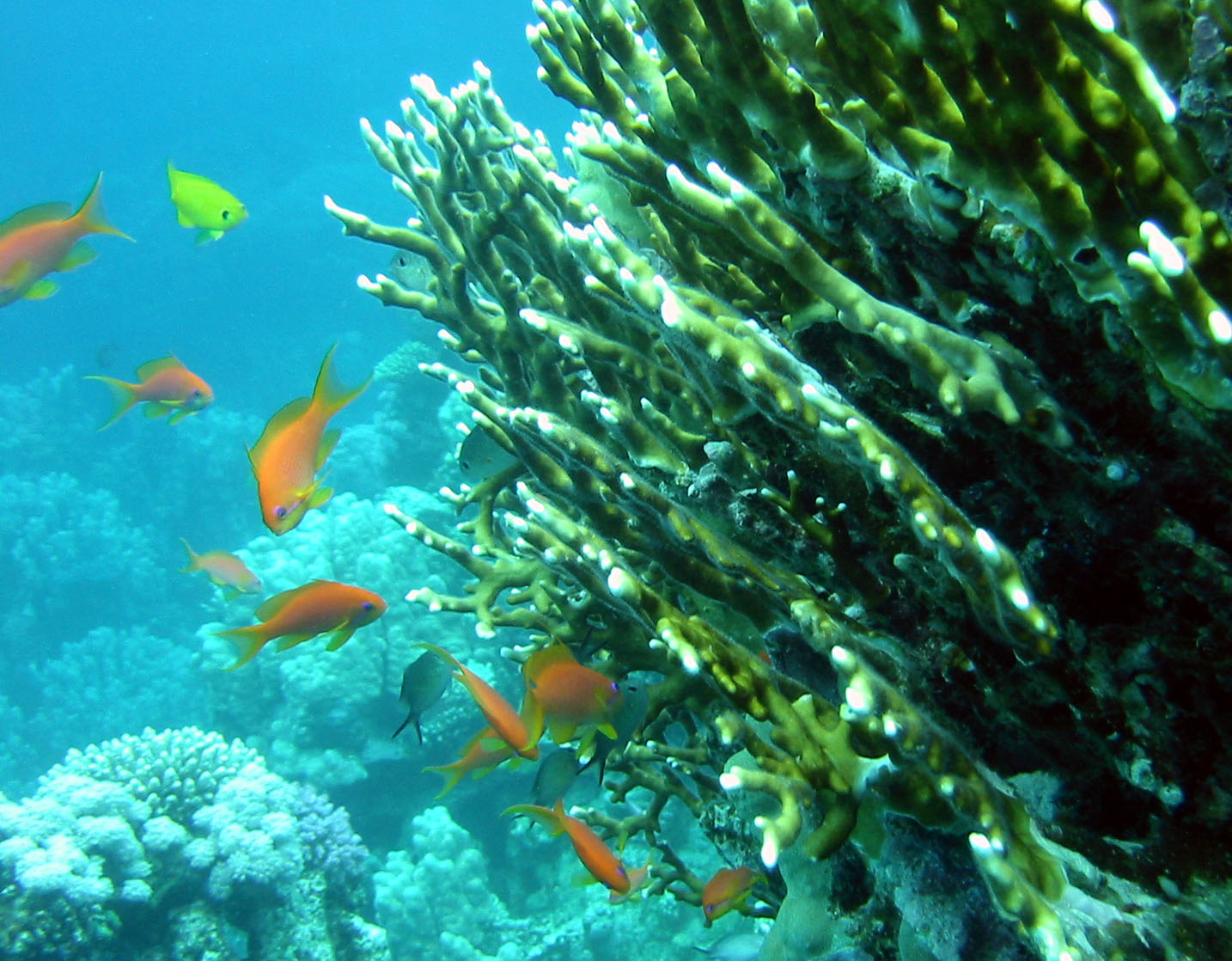
Varias redes de colonias paralelas suelen conformar su crecimiento.

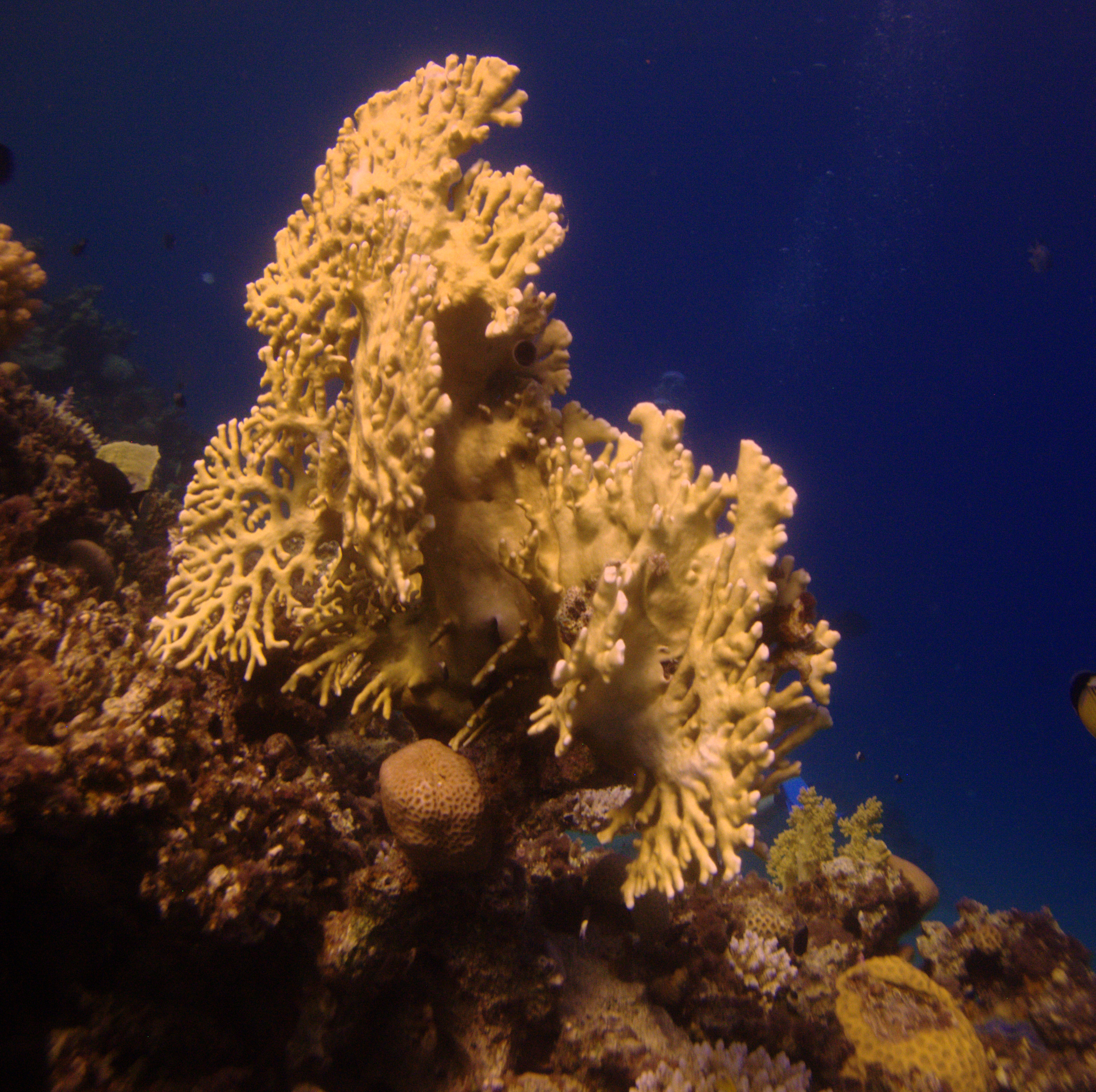
M. dichotoma en Janub Sina', Egipto.

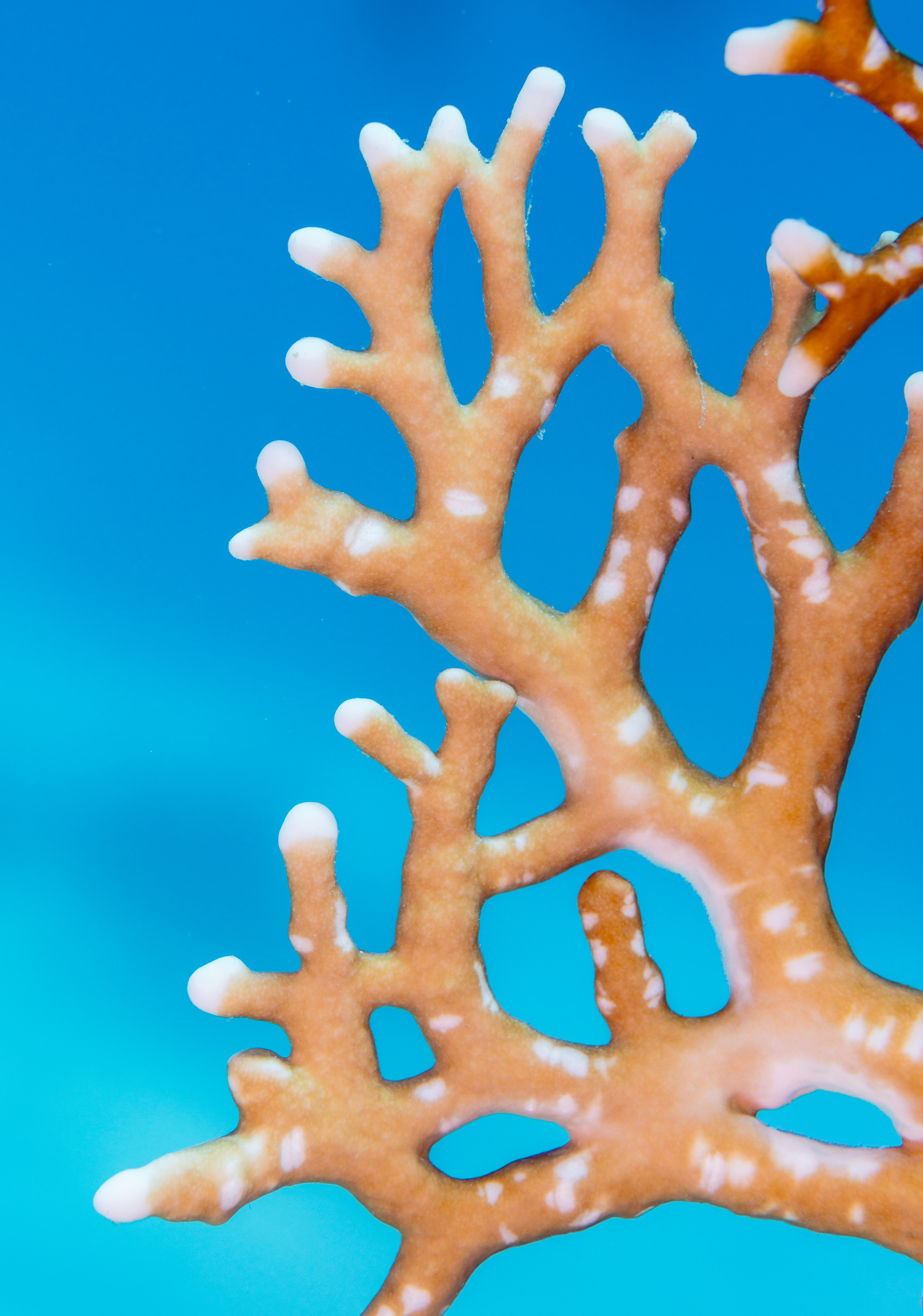
Detalle.

Millepora dichotoma es una especie de hidrocoral, o falso coral, que pertenece a la familia Milleporidae, del orden Anthoathecata.
Es un coral hermatípico, que contribuye notablemente a la formación de los arrecifes. Siendo una especie común en su rango de distribución geográfica, y con poblaciones estables.

## Morfología
La morfología de la colonia desarrolla esqueletos, o coenesteum, en forma de estructuras calcáreas ramificadas, generalmente creciendo en un mismo plano, cuyas ramas se anastomosan dándoles apariencia de platos de redes verticales. Su base, normalmente presenta placas de forma sólida, sin ramificar, y está adherida al sustrato, sobre rocas o salientes del arrecife. La superficie del coenesteum es suave, y está repleta de minúsculos orificios, los gastroporos, de unos 0,22 mm de diámetro, y los dactyloporos, de unos 0,13 mm de diámetro, dónde se ubican los diferentes pólipos. Es frecuente que, a partir de una colonia, se desarrollen en paralelo otras colonias de similar forma, pero sin unirse. 
Las colonias son de color crema, amarillento, anaranjado, verde o marrón, con las puntas pálidas y redondeadas.
Tiene tres tipos de pólipos, con funciones especializadas: los gastrozoides procesan y digieran los alimentos capturados por los dactilozoides, que se agrupan en torno a ellos, en número de 3 a 8, en la superficie del coenesteum. Los gastrozoides son pequeños y regordetes y extienden de cuatro hasta seis talones de tentáculos a través de sus poros, pero son por lo demás invisibles. Los dactilozoides tienen tentáculos semejantes a pelos, cubiertos de cnidoblastos. Estos liberan cnidocitos al contacto, como defensa o para capturar sus presas. Las picaduras de las cnidocitos inmovilizan la presa y los tentáculos la dirigen hacia la boca de un gastrozoide adyacente, donde pasa al estómago para la digestión. 

## Alimentación
Los pólipos contienen en sus tejidos microalgas simbióticas llamadas zooxantelas. Las algas realizan la fotosíntesis produciendo oxígeno y azúcares, que son aprovechados por los pólipos, y se alimentan de los catabolitos del coral (especialmente fósforo y nitrógeno). Esto les proporciona entre el 70 y el 95% de sus necesidades alimenticias. El resto lo obtienen atrapando zooplancton con sus tentáculos urticantes, y de materia orgánica disuelta en el agua.

## Reproducción
Se reproduce tanto asexualmente como sexualmente. Fragmentos del coral que se desprenden de la colonia durante tormentas, pueden terminar en otros lugares adecuados donde establecen nuevas colonias, que son genéticamente idénticas a la colonia original. Por otra parte, ciertos poros, llamados ampullae, contienen pólipos que liberan brotes semejantes a medusas, que se aparten de la colonia. Estos producen gametos que, después de la fecundación, se desarrollan en larvas plánulas. Las planulas forman parte del zooplancton, llevadas por las corrientes hasta que se encuentran en un lugar adecuado para desarrollar nuevas colonias.

## Hábitat
Es más abundante en arrecifes superficiales, a una profundidad de menos de 15 metros. Generalmente se encuentra en áreas interiores caracterizadas por aguas turbias, exhibiendo tolerancia a la sedimentación. También ocurre con frecuencia en sitios claros mar adentro.

## Distribución geográfica
Se distribuye por el océano Indo-Pacífico, desde Madagascar y el Mar Rojo, hasta Micronesia y Guam en el Pacífico. Es especie nativa de Arabia Saudí; Australia; Birmania; Camboya; Egipto; Eritrea; Filipinas; Fiyi; Guam; India; Indonesia; Israel; Japón; Jordania; Madagascar; Malasia; islas Marianas del Norte; Mauritius; Micronesia; Nueva Caledonia; Palaos; Papúa Nueva Guinea; Samoa; Singapur; islas Salomón; Somalia; Sudán; Taiwán (China); Tailandia; Vanuatu; Vietnam; Yemen y Yibuti.

## Relación con los seres humanos
Los cnidocitos de Millepora son suficientemente potentes para penetrar la piel humana. Pueden inyectar un veneno que causa una dolorosa sensación de ardor, erupciones en la piel, ampollas y cicatrices.
La especie no tiene usos comerciales, aunque es a veces incluida en acuarios de arrecife. Su mantenimiento en cautividad requiere un alto movimiento del agua y una luz brillante. Puede ser difícil de controlar porque crece rápidamente y se extiende sobre otros objetos en el tanque.